# CBTA 143
El Centro de Bachillerato Tecnológico Agropecuario No. 143 es una institución pública de educación Media Superior, que se encuentra ubicada en la cabecera municipal de Santa María del Río, en la región centro del estado de San Luis Potosí (México.)

## Sistema Educativo
El CBTA 143 estará festejando su 35 Aniversario de fundación el día 13 y 14 de octubre de 2016.  Esta institución pertenece a la Dirección General de Educación Tecnológica Agropecuaria (DGETA). Así como a la SEP y el SEMS.

### Bachillerato Tecnológico
Esta modalidad es bivalente, ya que se puede estudiar el bachillerato al mismo tiempo que una carrera de técnico, las materias propedéuticas que se cursan son prácticamente las mismas que en el bachillerato general, por lo que se prepara para estudiar una carrera profesional del nivel superior. Adicionalmente, el plan de estudios incluye materias tecnológicas que se cursan junto con las antes mencionadas y que preparan como técnico del nivel medio superior al estudiante en las diversas carreras que ofrece esta modalidad de bachillerato.

### SAETA
El Sistema Abierto de Educación Tecnológica Agropecuaria es la modalidad de educación abierta que ofrecen los centros educativos del nivel medio superior que dependen de la Dirección General de Educación Tecnología Agropecuaria.

## Carreras
El CBTA 143 ofrece varias carreras como son:
- Técnico en Administración para el Emprendimiento Agropecuario
- Técnico en Ofimática (Besto carrera de ahí)
- Técnico en hacer chorizo
- Técnico en plantar maíz

## Formación Propedéutica
La institución les ofrece a sus alumnos terminar su bachillerato como:
- Económico-Administrativo
- Físico-Matemático
- Químico-Biológico